# Strade e piazze di Pavia
Dal punto di vista urbanistico il centro storico di Pavia ricalca la struttura romana che si sviluppa attorno agli assi viari principali: il cardo che corrisponde all'attuale Strada Nuova e il decumano che corrisponde all'attuale Corso Cavour a ovest e Corso Mazzini a est. La Pavia romana fu probabilmente fondata nell'anno 89 a.C. seguendo lo schema tipo delle vie perpendicolari tra di loro a formare isolati quadrati con lato di circa 80 metri. Gli isolati erano dieci da est-ovest e sei-sette da nord a sud, cioè in tutto sessanta o forse settanta.
La città è sempre stata fornita di mura di difesa. La prima cinta fu quella romana e a seguire quella medievale coincidente sul lato sud e ovest a quella precedente e con un ampliamento dell'area cittadina lungo gli altri due lati. Da ultime le mura spagnole corrispondono all'attuale perimetro del centro storico
Negli anni tra il 1966 e il 1968 Alvar Aalto ha prodotto il progetto del complesso residenziale "Patrizia" che doveva nascere nella periferia ovest di Pavia ma non è mai stato realizzato.
Nel 1995 l'architetto Vittorio Gregotti ha redatto il Piano regolatore generale comunale della città.

## Corso Cavour
Corrisponde alla sezione occidentale del decumano romano. È oggi, assieme a Strada Nuova la principale strada commerciale della città. Inizia a ovest dopo la piazza con la statua della Minerva e finisce a est subito dopo Piazza Vittoria, dove incrocia il tracciato del vecchio cardo.
- Statua di Minerva. Si erge al centro della omonima piazza, al posto di quella che era la porta Cavour. L'opera, alta circa 8 metri, è stata realizzata da Francesco Messina con la testa e le braccia in bronzo e il resto in porfido. L'autore stava già lavorando ad altre opere nella città come la statua di Augusto di fronte al Municipio e il Regisole in piazza del Duomo. Il progetto originario ha dovuto subire una variante dal momento che lo scultore aveva rappresentati la dea a seno nudo, secondo il modello delle raffigurazioni antiche ma, rispettando la morale dell'epoca, il Podestà Angelo Nicolato chiese a Messina di ricoprire il petto della statua. L'opera è stata finanziata in suo ricordo dalla moglie dell'ex rettore dell'Università, il neurologo Otorino Rossi, scomparso nel 1936, come ricorda l'iscrizione sul basamento nella parte posteriore. È stata inaugurata l'11 gennaio 1939 alla presenza del ministro dell'Educazione nazionale Giuseppe Bottai[3]. Esistono alcune leggende sul fatto che la statua in segno di spregio porga le spalle alla rivale Milano o sul posizionamento della lancia che la dea tiene in mano che stranamente è orientata verso il basso anziché verso il cielo anche se probabilmente si tratta solo di un errore di montaggio[4].
- Il primo isolato sulla sinistra, entrando nella via, è occupato dal palazzo Ulrich (ex palazzo INA), realizzato appunto dall'architetto Guglielmo Ulrich tra il 1950 e il 1953.
- Di fronte si trova un palazzo in stile art déco, che è uno dei pochi edifici posti intorno alla piazza sopravvissuto alle trasformazioni edilizie degli anni cinquanta. La palazzina risale agli anni venti del novecento e fu progettata dall'ingegner Ernesto Aleati. Fu commissionata, come propria abitazione, dal cavalier Enrico Gerardo, titolare dell'omonima “Premiata fabbrica di birre ed acque gassose”[5], il cui stabilimento venne aperto verso la fine dell'Ottocento ed era situato nei pressi dell'edificio.
- Continuando sullo stesso lato l'edificio d'angolo dove ora si trova un negozio di casalinghi ospitava a cavallo tra il 1800 e il 1900 l'Hotel Leon d'Oro.
- Proseguendo verso il centro sulla sinistra si incontra via del Muto dell'accia al collo. Il toponimo fa riferimento a una statua del primo secolo d.C. raffigurante un uomo avvolto in una toga che era collocata nel muro della porta Marica, una delle porte di accesso alla città. La porta fu demolita all'inizio del XIX secolo nell'ambito dell'ampliamento del centro cittadino e la statua fu trasferita nei musei civici. Il nome deriva da un risvolto della tonaca che appariva come una matassa (accia) portata attorno al collo. Alla statua è legata una leggenda sentimentale che racconta dell'amore contrastato di un pescatore con una ragazza figlia di un centurione romano[6]. Svoltando nella via si arriva a Piazza Botta che ospita diversi interessanti edifici.
- Palazzo Carminali Bottigella. Posto al numero civico 30, di fronte al Tribunale, risale all'epoca sforzesca (circa 1480). La facciata conserva le originali decorazioni in cotto e costituisce una delle maggiori testimonianze di edilizia civile di epoca rinascimentale a Pavia.
- Tribunale - Il Tribunale di Pavia è ospitato nel complesso che era una volta il convento della Colombina, appartenente dal XII secolo ai monaci Agostiniani. Successivamente, nel 1539, il complesso venne ceduto ai Padri Somaschi che lo adibirono a orfanotrofio. Nel giugno del 1760 partirono i lavori di rifacimento e ampliamento del complesso per far fronte alle necessità derivanti dalla collocazione della casa generalizia dell'ordine[7]. Nel 1810 l'ex convento fu adibito a sede del Tribunale e quindi nel 1857 a carcere cittadino. A partire dal febbraio 1992 a seguito della costruzione delle nuove carceri il Palazzo della Colombina è stato interamente destinato agli uffici giudiziari pavesi[8].
- Al numero civico 18/20 si trova la facciata liberty dell'edificio, progettato dall'architetto Piero Portaluppi, che una volta ospitava ii “Politeama Principe Umberto Cinema Teatro”[9]. L'architetto andava molto in voga nell'epoca e realizzò anche, qualche anno più tardi, Villa Necchi di Miano, per l'omonima famiglia industriale, oggi proprietà del FAI. ll cinematografo fu inaugurato nel 1927 ed era fornito di bar e di una platea di quasi 500 posti e di palchetti per altri 100/150 posti. Aveva inoltre la particolarità del soffitto che poteva essere completamente aperto. Il cinema chiuse nel 1978 e la struttura è stata interamente rimaneggiata per creare una galleria di negozi e, in una piccola sezione, la nuova sala cinematografica. La nuova struttura venne aperta nel 1991. La ristrutturazione ha mantenuto la prospettiva angolare e la pensilina in ferro battuto che presenta la scritta con le iniziali del nome del cinema, PPUCT.
- Torre. Quella che si vede a fianco dell'edificio commerciale è quanto rimane del complesso di edifici che appartenevano a Gian Matteo e Cristoforo Bottigella.
- A fianco della torre si trova ora un grande negozio di una catena internazionale. Fino agli anni ‘60 ospitava l’Albergo Ristorante Pesce d’Oro, con una facciata applicata a un vecchio palazzo rinascimentale appartenuto ai Bottigella[10]. Le fotografe d’epoca mostrano all’interno dell’Hotel l’impianto rinascimentale con volte e capitelli. Il palazzo è stato abbattuto nel 1957 per far posto ai magazzini di vendita della UPIM[11], in quell’occasione il nuovo palazzo è stato staccato dalla torre.
- Poco prima di Piazza Vittoria, svoltando in via Beccaria, si trova un palazzo medievale un tempo appartenuto ai Beccaria.

## Piazza Botta e via Severino Boezio
Da Corso Cavour passando per via del Muto dell'accia al collo si arriva in Piazza Botta.
La struttura architettonica della piazza hanno convinto alcuni registi a utilizzarla per ambientare le riprese di alcune scene dei propri film. La piazza e Palazzo Botta ospitarono il set di alcune scene del film diretto da Dario Argento con Adriano Celentano del 1973, Le cinque giornate. Piazza Botta e le vie limitrofe furono scelte anche da Ermanno Olmi per girare le scene (5 maggio 1977) del suo capolavoro, L'albero degli zoccoli, che riguardavano i tumulti scoppiati a Milano nel 1898 e la seguente repressione del generale Bava Beccaris.
- Al numero civico numero 10 si trova l'entrata di Palazzo Botta Adorno. Il palazzo fu edificato nel 1702 dal marchese Luigi Botta. Grazie alla sua magnificenza ha ospitato diversi ospiti illustri della città: Napoleone Bonaparte, Francesco I d’Austria, l’arciduca Ferdinando d’Asburgo, il feldmaresciallo Josef Radetzky, Vittorio Emanuele II di Savoia. Nel 1885, l’intero complesso fu ceduto dai marchesi Cusani, discendenti dei Botta, all’Università ed è stato riadattato alla nuova funzione. La facciata sulla piazza è stata rifatta nel 1892 su progetto di Leopoldo Mansueti, e presenta otto colonne sporgenti e delle metope che recano scolpiti simboli e soggetti riferibili alle scienze biologiche. Il palazzo ospita la cosiddetta “Stanza di Napoleone” il locale che ospitò l'imperatore francese e la moglie Giuseppina di Beauharnais che erano giunti in vista in città nel 1805. La stanza è affrescata sulla volta che presenta anche stucchi rococò, e presenta ancora il camino di marmo con lo stemma dei Botta Adorno e le porte ad anta unica dipinte con figure simboliche. Il parco è stato via via adatto alle esigenze universitarie e conserva l'acquario fatto costruire nel 1913 da Camillo Golgi per lo studio degli animali acquatici. Il progetto è opera dell'architetto Giuseppe Bergomi. In una sala del palazzo è esposto un esemplare di una elefantina donata da Napoleone all'Università di Pavia, che è tornata visibile al pubblico nel 2017 dopo un lungo lavoro di restauro.

## Piazza Vittoria
La costruzione della piazza della Vittoria rientra nel disegno urbanistico della città voluta dai Visconti ed occupa lo spazio dell'antico foro romano. La piazza è stata così rinominata dopo la fine della seconda guerra mondiale. Ancora oggi è conosciuta dai pavesi come Piazza Grande.
- Broletto. Dopo la distruzione del Palazzo Reale nel 1024, il Broletto è diventato il principale edificio civile della città ed è stato la sede del Comune dal 1198 al 1875[13].
- Madonna del Broletto. La statua è stata realizzata agli inizi del 1600. Si trova in una nicchia dietro una vetrata sulla facciata del palazzo dove è rimasta fino all'ottobre 1872, quando il Municipio deliberò di rimuovere la statua dalla facciata del Broletto, e di collocarla all'interno del Duomo "nel clima di anticlericalismo che ha caratterizzato gli ultimi decenni dell'Ottocento e che è stato ben testimoniato sul piano locale dallo storico Faustino Gianani, nonché in un momento di crisi politico-amministrativa del Comune"[14].
- Palazzo dei Diversi[15] al numero civico 12. Edificato tra il 1376 e il 1383 da Nicolino De Diversi, maestro delle entrate ducali in età viscontea, come sua casa di abitazione. Sulla sua facciata, entro una cornice barocca in stucco, si trova un grande affresco dipinto nel 1751 dal pittore pavese Carlo Antonio Bianchi, oggi andato quasi perduto, che rappresenta l'Adorazione del Santissimo Sacramento. Esiste una copia molto rozza dell'affresco in vescovado. Dalla copia si vede San Siro inginocchiato nell'aldilà dopo la morte con i simboli episcopali deposti: il pastorale deposto a terra e la mitra è presa da un angioletto. Il Santo è ricevuto da San Francesco Saverio che sembra intercedere per lui con la Madonna affiancata da San Giuseppe. Al primo piano, a sinistro del dipinto, vi è trifora, mentre altre finestre in cotto sono presente sul lato che si affaccia in via Beccaria. Al piano terra un porticato ospitava e ospita tuttora le attività commerciali e fornisce un esempio di come doveva essere l'aspetto dell'intera piazza che era stata ampliata e rinnovata ad opera dei Visconti. Nel cortile si trovava un crocefisso ligneo, ora trasferito presso i musei civici del Castello Visconteo.
- Chiesa di Santa Maria Gualtieri. La Chiesa è stata interamente restaurata negli ultimi decenni del secolo scorso dopo che, a seguito della sua sconsacrazione, nel 1789, l'edificio era stato inglobato nelle case adiacenti e in parte adibito a magazzino. Oggi la Chiesa, di proprietà del Comune, funge da spazio espositivo e da sala convegni.
- Palazzo dell'ex Albergo del Saracino, al civico 1, risalente al XIV secolo dove soggiornarono Leonardo da Vinci e Francesco di Giorgio Martini.
- Chiesa di San Nicolò della Moneta, ad angolo con via della Zecca, ora sconsacrata, che sorgeva nei pressi della zecca della città.
- Mercato ipogeo. Da alcune scale poste ai lati lungo i portici si scende nel mercato ipogeo, conosciuto dai pavesi come “Mercato sotterraneo”, uno spazio commerciale che occupa l'intero perimetro della piazza. Lo spazio era stato costruito a partire dal 1959 per ospitare lo storico mercato che si svolgeva in superficie[16]. Aperto nel 1961 è arrivato ad ospitare 43 esercizi commerciali, ma col tempo gran parte degli stessi hanno chiuso costringendo il Comune e la cooperativa di dettaglianti a cui lo spazio è dato in concessione a una revisione della struttura, nel 2011. Ora la superficie aperta corrisponde a circa metà dei volumi originari. Lo spazio attualmente operativo corrisponde all'originaria parte dove trovavano spazio gli esercizi di generi non alimentari, mentre la parte ora chiusa ospitava proprio le bancarelle dei vari generi alimentari. Sfruttando il dislivello della piazza uno degli ingressi al mercato, oggi chiuso al pubblico e adibito al carico scarico delle merci, immetteva, passando sotto al Broletto, nella adiacente Piazza Cavagneria. L'ingresso posto sul lato nord della piazza ha visto un intervento di riqualificazione negli anni 2006-2008 con la costruzione di una copertura che ospita le scale di accesso e dei locali commerciali di superficie "[17].

## Corso Mazzini (nell'ultima parte Via Scopoli)
Lasciata Piazza Vittoria e procedendo lungo l'asse ovest est si apre Corso Mazzini che corrisponde al lato est del decumano.

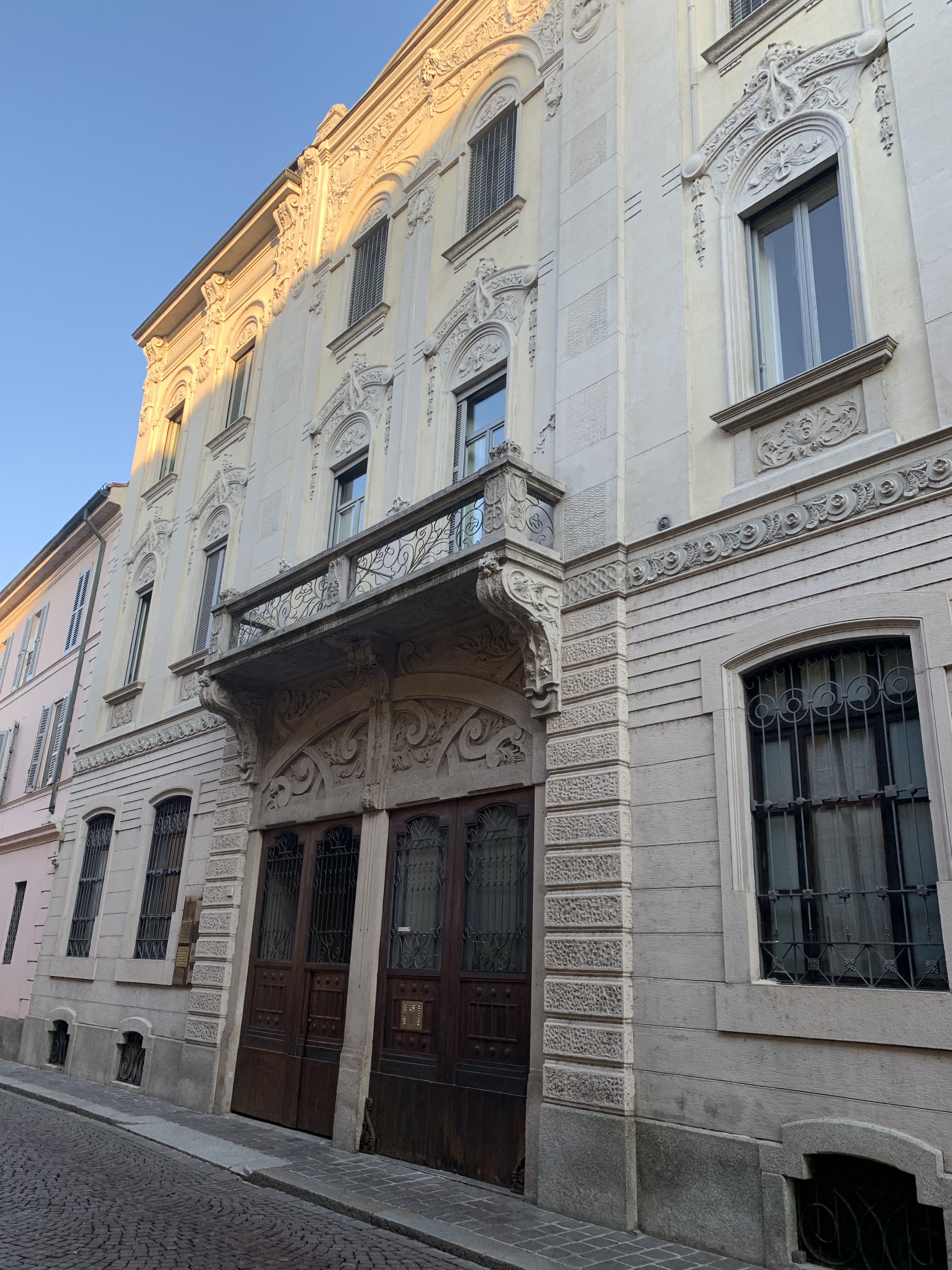
Casa Beretta, Facciata

- Casa Beretta, FacciataAl numero civico 8 una curiosità: una lapide ricorda che nella casa ha vissuto Carlo Ridella ex direttore del giornale locale La Provincia Pavese. Ridella è stato un intellettuale interventista che nel 1915 è partito volontario per il fronte, per scoprire come altri suoi coetanei la disillusione della guerra[18]. Morì in una trincea del Carso il 23 agosto 1917, colpito da una granata[19].
- Al civico 12 si trova la neoclassica Casa Giannella, del 1811.
- Al numero civico 14 si trova Casa Beretta, con la sua facciata liberty progettata dall'architetto Antonio Rossi nel 1909, mentre internamente conserva un cortile porticato risalente al XVI secolo. Rossi ha contribuito, peraltro, a lasciare diversi edifici liberty in città. La facciata realizzata in stampi di cemento è stata sovrapposta a un edificio di fine cinquecento. L'intervento di adattamento si nota soprattutto nella soluzione adottata per il portone d'ingresso[20].
- Sul lato destro si trova il lungo lato settentrionale dell'ex Caserma Bixio che ha inglobato il complesso di San Tommaso, monastero esistente almeno dall'889, e ora adattato a sede universitaria.
- Più avanti si apre la fronte del Palazzo Olevano con il suo cortile centrale e i tre cancelli d'ingresso. Il precedente palazzo era stato acquistato dalla famiglia Olevano nei primi anni del 1700 e lo stesso è stato demolito per la costruzione del nuovo complesso. L'edificio attuale fu costruito, in forme settecentesche, su progetto dell'architetto Lorenzo Cassani, tra il 1723 e il 1724, ma il cantiere rimase aperto fino al 1786. Oggi l'edificio ospita un istituto scolastico.
- Segue la Casa Robecchi Majnardi, di origine romanica, ma rimaneggiata nel XVI e nel XVIII secolo.
- Quasi in piazza Municipio si trova il Palazzo Bottigella, frutto di un rinnovamento radicale del palazzo di famiglia voluto da Giovanni Francesco Bottigella tra il 1492 e il 1497, su progetto di Giovanni Antonio Amadeo.
- A seguire si apre la piazza del Municipio con il settecentesco Palazzo Mezzabarba, sede dal 1875 del Comune. L'attuale palazzo è stato edificato ira il 1726 ed il 1732 da Girolamo e Giuseppe Mezzabarba che incaricarono l'architetto pavese Giovanni Antonio Veneroni di ricostruire l'antica dimora cinquecentesca cittadina secondo lo stile rococò.
- A fianco di Palazzo Mezzabarba si trova un oratorio dedicato ai santi Quirico e Giulitta. L'oratorio è stato fatto costruire nel 1733-1734 da un esponente della famiglia Mezzabarba, Carlo Ambrogio Mezzabarba, vescovo di Lodi. La facciata nella parte alta è chiusa da due piccoli campanili, uniti da una balconata esterna a pilastrini.
- Accostato all'oratorio si trova la sede degli uffici comunali ospitati in un edificio il cui progetto del 1933 si deve all'architetto Carlo Morandotti per la cui costruzione vennero demoliti vecchi edifici in via Scopoli. Attorno all'ingresso vi sono una serie di bassorilievi dello scultore pavese Scapolla che riproducono gli eventi principali di Pavia dall'arrivo dei Longobardi all'ingresso del re Carlo Alberto in città. L'edificio è stato inaugurato il 3 novembre 1936 alla presenza dello stesso Benito Mussolini.
- Poco più avanti è situata la chiesa di Santa Maria delle Cacce fondata nel VIII secolo e rimaneggiata in età barocca. Nella parte posteriore, agganciata alla Chiesa, vi è il Sacrario dei caduti fascisti costruito nel 1936, Annesso alla chiesa si trova l'ex omonimo convento benedettino ora trasformato in scuola.
- Verso la fine della via si trova Orto Botanico, uno dei più antichi d'Italia. Esso fa parte del Dipartimento di Ecologia del territorio e degli ambienti terrestri dell'Università di Pavia.
- Mura spagnole. Di fronte allo sbocco della via si vedono i resti delle mura di difesa fatte costruire dal 1546 al 1569, per iniziativa di Ferrante Gonzaga, governatore spagnolo di MIlano. Il percorso delle mura segue quello della terza cinta muraria di epoca medievale[21].

## Strada Nuova
È l'ampio corso centrale che include il cardo della città romana di Ticinum.
Lungo questo percorso si è sviluppato l'intervento urbanistico più consistente realizzato in epoca viscontea e sforzesca. Nel 1377, infatti, in occasione del matrimonio tra Violante Visconti e Secondotto marchese del Monferrato, il padre della sposa Galeazzo II Visconti volle dare nuova ampiezza e dignità alla strada, sulla quale si trovavano sporgenze, orti e anche una chiesa. Ottenne così un rettifilo di 1200 metri che inizia a sud dal Ponte coperto e conduce fino al parco e al Castello Visconteo al suo estremo settentrionale: il tragitto che dovevano percorrere trionfalmente gli sposi.
- Casa Dattili, neoclassica, terminata nel 1804, è stata l'abitazione della storica famiglia Cairoli
- Teatro Fraschini, realizzato tra il 1771 e il 1773 su progetto di Antonio Galli Bibbiena.
- Con una brevissima divagazione, percorrendo il vicolo di fronte al Teatro, si arriva in piazzetta Belli dove si incontra il Palazzo Friggi Nocca la cui costruzione è iniziata nei primi decenni del 1700
- Monumento all'Italia collocato nell'omonima piazza. La statua è stata realizzata dallo scultore milanese Alessandro Martegani in marmo di Carrara e collocata su basamento in granito rosa di Baveno. La statua è stata inaugurata nel 1866 per commemorare i cittadini pavesi morti per l'unità d'Italia.
- Il palazzo centrale dell'università, cone le facciate progettate da Giuseppe Piermarini e Leopoldo Pollack, sede centrale dell'Università degli Studi.
- Al numero civico 61 Palazzo Brambilla (XVIII secolo) di proprietà della Fondazione Banca del Monte di Pavia, fu l'abitazione pavese di Giovanni Alessandro Brambilla, chirurgo dell'imperatore Giuseppe II.
- Sullo stesso lato, attraversato corso Mazzini si apre la Cupola Arnaboldi.
- Di fronte si trova il palazzo Dellera, esempio di liberty a Pavia, un edificio che assolve a una funzione commerciale al piano strada mentre ai piani superiori il palazzo ospita degli appartamenti. La casa del 1908 è opera dell'architetto Antonio Rossi. La facciata alterna mattoni, pietra e intonaco color ocra. Il palazzo ospita il negozio ora rimaneggiato nelle dimensioni della Pelliceria Dellera. La ditta fu fondata nel 1885 da Mattia Dell'Era come negozio di tomaie per scarpe e cinghie di trasmissioni. Alla sua morte, nel 1908 gli subentra Carlo Lanzani che cambia il nome della ditta in Dellera, si specializza in produzione di pellicce e per l'occasione rinnova l'edificio. La firma ha avuto il suo massimo momento di notorietà negli anni 50 quando Liz Taylor si fa confezionare una pelliccia che dal 1937 aveva aperto anche un negozio a Milano.
- Angelo della peste, posto su una facciata della casa ad angolo con via Gatti. Secondo una leggenda, tramandata da Paolo Diacono nell'Historia Longobardorum, quando Pavia fu colpita, nel 680 da una pestilenza molti pavesi avrebbero visto due notte due angeli aggirarsi per la città. L'angelo cattivo batteva sulle porte delle case tante volte quanti sarebbero stati i morti il giorno successivo. La pestilenza cessò quando il vescovo San Damiano fece portare da Roma un braccio di San Sebastiano che fu esposto nella chiesa di San Pietro in Vincoli. Nel XVI secolo l'angelo sarebbe ritornato per fermare un'alluvione. Per questo l'immagine rappresenta l'angelo con un braccio alzato mentre intima alle acque del fiume di ritirarsi.
- Ad angolo con via Cardano si trova il settecentesco palazzo Scagliosi Beccaria Scarenzio.
- Prima del Ponte Vecchio, si trova anche la torre degli Aquila (XII secolo) una delle torri medievali di Pavia.

## Corso Garibaldi
Corso Garibaldi era uno degli assi viari più importanti del Medioevo che portava all'uscita della città verso Cremona e Piacenza. Il Corso si sviluppa parallelamente a sud del decumano. Ancora oggi la strada ricorda l'atmosfera antica, sia per le case e i palazzi che si affacciano sulla via, sia per il susseguirsi ininterrotto di negozi e attività commerciali.
Gli edifici storici sono di seguito elencati a partire da Strada Nuova e procedendo verso est in direzione della periferia. I numeri dispari sono a destra, i pari a sinistra.
- Al numero civico 1 si trova il settecentesco Palazzo dei Conti di Gambarana che occupa gran parte del primo isolato. Presenta un portale neoclassico che immette nella corte, dove nella parte posteriore si trova il corpo di fabbrica più basso della parte padronale originariamente adibito ad ambienti di servizio. La parte padronale è composta da due corpi ad L, il primo lungo il corso e il secondo perpendicolare nella parte occidentale. In questa ala si apre lo scalone in due rampe; sulla parete che fronteggia la prima salita vi è un affresco con una finta architettura. Nell'angolo sud est del primo cortile vi è un'antica ghiacciaia.
- Resto di torre d'angolo con via Siro Comi. il profilo della torre si riconosce nella parte in mattoni a vista dell'edificio
- L'isolato successivo è interamente occupato da Palazzo Arnaboldi Gazzaniga, già Palazzo Corti. Il lato settentrionale del palazzo lungo il Corso ospita numerosi negozi, così come un tempo ospitava le botteghe di proprietà della casata. La facciata del palazzo con la bella corte si apre ad est, di fronte alla Basilica di San Michele. Sempre su questo lato, a cui si accede dalla via che porta alla chiesa, si trova la torretta poligonale che fa parte dell'ala neogotica del palazzo aggiunta nel 1875 dall'architetto Ercole Balossi.
- Facciata laterale della Basilica di San Michele aperta sul transetto settentrionale. La facciata, che si apre su una piccola piazza, costituisce quasi un elemento a sé stante. Nella parte sinistra guardando la chiesa vi è la canonica ospitata in una casa del secolo XI-XII.
- Resto di torre della casa che si apre di fronte alla piazzetta, all'angolo con vicolo San Marcello.
- Resto di torre sul voltone di Sant'Ennodio. Lasciando il corso, passando sotto il voltone e dietro all'abside di San Michele, si giunge al Palazzo Bellisomi-Vistarino, esempio di architettura settecentesca. Il palazzo ha al suo interno un parco che arriva fino al Ticino e si chiude con un belvedere. Il palazzo fu fatto costruire da Gaetano Annibale Bellisomi, esponente di una delle famiglie più eminenti dell'aristocrazia cittadina. Il progetto fu affidato all'architetto milanese Francesco Croce. Nell'Ottocento il palazzo fu acquistato dai Conti di Vistarino.
- In via Mantovani 5 si trova un palazzo medievale, con resti di murature risalenti XII secolo e cortile porticato rinascimentale un tempo di proprietà dei Beccaria.
- Resto di torre. Alla base ha sede la storica Farmacia Pedotti all'interno della quale si possono ancora ammirare arredi lignei di fattura neoclassica e vasi in porcellana del 1800[23]. La farmacia è appartenuta all'omologa famiglia che ha partecipato attivamente alle vicende risorgimentali[24][25].
- All'altezza del numero 27, sulla parete della casa d'angolo con via Alboino è murata una vecchia lapide che ricorda un episodio leggendario secondo cui il cavallo del re longobardo Alboino, che stava entrando in città da vincitore (572) dopo un lungo assedio, stramazzò a terra mentre passava attraverso la porta della città vicina al luogo in cui è posta la lapide trascinando con sé il cavaliere. Al numero 7 della via stessa via si trova un edificio del XII secolo che la tradizione popolare vuole dimore del sovrano longobardo. La leggenda vuole che il Re avesse deciso di punire gli abitanti della città che avevano resistito fieramente ma che desistette dai propositi di vendetta dopo aver interpretato la caduta come un segno del destino.

- Affresco "Madonna della palla" sulla parete della casa al numero civico 28. Il dipinto risale probabilmente al XVIII secolo anche se un recente restauro ha messo in luce tratti che potrebbero far anticipare la datazione al seicento[26]. Al di sotto del dipinto vi è una palla di cannone che probabilmente colpì l'edificio durante un assedio della città
- Affresco "Crocifisso con santi" sulla parete della casa al numero civico 32. Il restauro ha rivelato un terzo personaggio di cui si era persa memoria e di cui si ignora l'identità[27]: forse si tratta di san Carlo Borromeo e di due padri Serviti che officiavano nella vicina chiesa di San Primo e Feliciano[28].
- In corrispondenza del Corso con via Porta Palacense sulla sinistra e via Porta Nuova, che la fronteggia sulla destra, passava la cerchia di mura più antica.
- Sulla destra si apre una strada strettissima, via Lunga, che scende verso il fiume. A metà di quella che una delle vie più suggestive della città si trova un dipinto con la Madonna, coperto da un tetto che si appoggia ai muri della via. Il dipinto risale al 1631 ed è protetto da un'edicola di legno e vetro. L'affresco è stato realizzato nel 1631, come ringraziamento della popolazione per lo scampato pericolo nella pestilenza del 1630. Il dipinto era in passato molto famoso e destinatario della devozione popolare. Raffigura la Madonna con il Bambino, che tiene in una mano un fiore. Dietro alle due figure vi è un angioletto che porta un cestino con i pani e i pesci mentre accanto vi è San Siro inginocchiato.
- A sinistra, nello slargo lungo la strada che sale leggermente, si apre la piazza con la chiesa romanica di San Primo e Feliciano, il cui interno è stato interamente rimaneggiato in stile barocco
- Oratorio di San Luca, la cui costruzione è iniziata nel 1586, era affidato alla Confraternita della Santissima Trinità dei Pellegrini e Convalescenti, fondata da San Filippo Neri, che si occupava di dare ospitalità ai pellegrini di passaggio in città. Presenta la facciata rivolta a nord sul Corso[29].
- In corrispondenza dei numeri civici 69 e 71 sorge l'edificio che è stato sede della sezione maschile del Pio Istituto Sordomuti. L'ente era stato fondato nel 1865 dal conte Carlo Arnaboldi Gazzaniga che aveva donato un edificio di sua proprietà per aprire una scuola per i sordomuti.Vista la domanda fu acquistato l'edificio i cui lavori di adattamento sono iniziati nel 1911. Attualmente l'edificio ospita degli ambulatori.
- Alla fine della in corrispondenza di quella che era la porta Garibaldi sorge la sede dell'Istituto Bordoni. L'edificio è stato costruito a partire dal luglio 1935 nell'area che ospitava il vecchio tiro a volo ed è stato inaugurato solennemente il 3 novembre 1936. La costruzione è stata patrocinata dalla Amministrazione Provinciale con un concorso vinto dagli architetti Mario Rodolfi[30] e Wolfang Frankl e dall'ingegnere Vittorio de Amici[31].

## Piazza Borromeo
È dominata dal Palazzo dell'omonimo collegio che occupa l'intero lato orientale della piazza.
- Il palazzo del Collegio Borromeo, è stato progettato da Pellegrino Tibaldi detto il Pellegrini. Venne fondato nel 1561 per volontà di san Carlo Borromeo per ospitare i giovani studenti meritevoli che non avessero i mezzi economici per frequentare l'Ateneo Pavese.
- Nel fianco sud del Palazzo, dove ora si trova il muro davanti al giardino, si ergeva la chiesa romanica a tre navate di San Giovanni in Borgo che presentava un profilo molto simile a quello della Basilica di San Michele. La chiesa fu acquistata nel 1805 dal Collegio e rasa al suolo nel 1815 per realizzare il completamento del giardino.
- Nel lato sud si trova Casa Vitali ora Meriggi. Tra i due portoni del palazzo si riconosce il basamento di una torre.
- Scendendo verso il Ticino e Porta Nuova, in quella che una volta si chiamava Contrada Due torri, vi sono i resti di una torre, ora trasformata in abitazione, la cui parte superiore è stata abbattuta nel 1829.
- Alla fine della strada in discesa si incontra sulla destra la fine di via Lunga e, quindi, Porta Nuova. Si tratta di un'architettura fortificata edificata sul finire del Duecento nell'ambito dei lavori di costruzione della nuova cerchia di mura. La seconda porta sopravvissuta a quella tornata di lavori è Porta Calcinara. Il nome Nuova deriva probabilmente da "pons novus" un "nuovo" ponte di barche che attraversava il Ticino e di cui non è rimasta traccia.
- Risalendo nella piazza, di fronte al Collegio vi è il complesso che ha ospitato per decenni l'ospedale Santa Margherita, che occupa una superficie di quasi 7.000 m². La struttura era stata acquistata da una ditta privata per farne una residenza di lusso. Il progetto non è andato in porto e ora il cantiere è in stato di abbandono da anni.
- All'incrocio con via San Giovanni in Borgo si alza una delle torri interamente conservate (Casa Lucchini) presenti in città.
- In via Pasquale Massacra spunta l'abside di San Luca.